# Pakosze
Pakosze – wieś w Polsce położona w województwie warmińsko-mazurskim, w powiecie braniewskim, w gminie Pieniężno.
W latach 1975–1998 miejscowość administracyjnie należała do województwa elbląskiego.  Wieś znajduje się w historycznym regionie Warmia.